# اتاق پناهگاه
اتاق پناهگاه یا اتاق امن یا اتاق اضطراری (به انگلیسی: Panic Room) فیلمی جنایی و مهیج محصول کشور آمریکا در سال ۲۰۰۲ با بازی جودی فاستر و کریستن استوارت به کارگردانی دیوید فینچر است.

## بازیگران
| بازیگر           | نقش                    |
| ---------------- | ---------------------- |
| جودی فاستر       | مگ آلتمن               |
| کریستن استوارت   | سارا آلتمن             |
| فارست ویتاکر     | برنهام                 |
| دوایت یاوکم      | رائول                  |
| جرد لتو          | جونیور                 |
| پاتریک باچائو    | استفن آلتمن            |
| آن مگنوسون       | لیدیا لینچ             |
| یان بوچانان      | ایوان کورلندر          |
| اندرو کوین واندر | اسلیپی نیبور           |
| پل شولز          | افسر کینی              |
| مل رودریگز       | افسر مورالس            |
| ریچارد کونانت    | پلیس ضربت              |
| پل سیمون         | پلیس ضربت              |
| ویکتور ترش       | پلیس ضربت              |
| کن ترنز          | پلیس ضربت              |
| نیکول کیدمن      | دوست دختر استیون (صدا) |

## داستان
سارا (کریستن استوارت) و مادرش مگ آلتمن (جودی فاستر) که اخیراً جدا شده، به یک ساختمان چهار طبقه در شهر نیویورک نقل‌مکان کرده‌اند. مالک قبلی این خانه که یک میلیونر منزوی بوده، اتاق امنی را برای محافظت ساکنان در برابر مهاجمان نصب کرده‌ است؛ این اتاق توسط بتن و فولاد تقویت شده و سامانه امنیتی با دوربین‌های نظارتی دارد.
در اولین شب اقامت مگ و سارا سه مهاجم وارد خانه می‌شوند: جونیور (نوه مالک قبلی)، برن‌هام (فارست ویتاکر؛ کارند شرکت امنیتی) و رائول (دزدی خرده‌پا). آن‌ها قصد دارند اوراق‌قرضه‌ای را که توسط مالک قبلی در گاوصندوق اتاق امن قرار دارد، سرقت کنند؛ چون جونیور نمی‌خواهد آنها را با سایر ورثه شریک شود.
وقتی مگ در طول شب بیدار می‌شود تا به دستشویی برود، مردان را در دوربین‌های امنیتی می‌بیند. او و سارا با عجله به اتاق امن می‌روند. برای بیرون کردن آن‌ها، مهاجمان گاز پروپان را به دریچه هوای اتاق پمپ می‌کنند. مگ در حالی که خودشان را با پتوهای ضد‌آتش پوشانده‌اند، گاز را شعله‌ور می‌کند. بر اثر این کار، جونیور به‌شدت دچار سوختگی می‌شود. مگ با تلفن اضطراری به همسر سابقش استیفن زنگ می‌زند. هنگامی که او تلاش می‌کند وضعیت خود را توضیح دهد، مهاجمان خط را قطع کرده و به تماس پایان می‌دهند.
وقتی همه تلاش‌ها برای ورود به اتاق امن یا تخریب آن شکست می‌خورد، جونیور از سرقت دست می‌کشد، در حالی که لو می‌دهد پول بیشتری در گاو صندوق وجود دارد. وقتی که می‌خواهد برود، رائول او را به ضرب گلوله به قتل می‌رساند و برن‌هام را مجبور می‌کند که به سرقت ادامه دهد. استیفن سر می‌رسد و فوراً گروگان گرفته می‌شود. رائول به شدت او را کتک می‌زند و مطمئن می‌شود تا مگ او را در دوربین امنیتی ببیند. سارا که دیابتی است، دچار تشنج می‌شود؛ چون انسولینش در اتاق ‌خوابش قرار دارد.
رائول مگ را فریب می‌دهد تا فکر کند که می‌تواند موقتاً از اتاق امن خارج شود و داروی سارا را از اتاقش بیاورد، ولی مردها با سارا وارد اتاق امن می‌شوند. مگ موفق می‌شود دارو را به داخل اتاق پرت کند و برن‌هام در را سریع می‌بندد. با این کار، دست رائول تصادفاً خرد می‌شود.
به‌خاطر تماس قبلی استیفن با پلیس، دو مأمور به خانه رسیدند. برای محافظت از سارا، مگ افسران را متقاعد می‌کند که همه چیز خوب است و آن‌ها می‌روند. در همین حال، برن‌هام گاوصندوق را باز می‌کند و ۲۲ میلیون دلار اوراق‌قرضه در داخل آن می‌یابد.
وقتی دزدها آماده رفتن می‌شوند، مگ آنها را به یک تله هدایت می‌کند و با پتک رائول را به پلکان می‌کوبد. برن‌هام فرار کرده و رائول زخمی، سینه‌خیز مگ را گیر می‌اندازد. چند لحظه پیش از کشتن سارا، برن‌هام صدای فریاد سارا را شنیده و رائول را شلیک گلوله می‌کشد. پلیس که به رفتار عجیب مگ شک کرده بود، باز می‌گردد و برن‌هام را دستگیر می‌کند. او اوراق قرضه را می‌اندازد و باد آنها را به هوا می‌برد.
چند روز بعد مگ و سارا ـ که توانسته‌اند روحیه خود را بازیابند ـ در میان آگهی‌های روزنامه دنبال خانه کوچک‌تری می‌گردند.